# Folktro (TV-serie)
Folktro är en svensk dokumentärserie som hade premiär 2018 på SVT Play och SVT1. Programledare och berättare är Mikaela Sonck och Ebbe Schöön. Serien består av sex avsnitt.

## Handling
I serien reser programledaren Mikaela Sonck runt i Sverige och letar upp platser där folk sägs ha träffat exempelvis skogsrået, näcken och döda sjömän. Folklivsforskaren Ebbe Schön förklarar också hur folktron fungerade och såg ut i bondesamhället.

## Medverkande (i urval)
- Mikaela Sonck
- Ebbe Schön